# Friedrich Schneider
Friedrich Georg Schneider (Costanza, 16 febbraio 1949) è un economista e docente austriaco specializzato in economia non osservata, tassazione, criminalità organizzata e economia dell'ambiente.

## Biografia
Friedrich Georg Schneider studa dal 1970 al 1973 Volkswirtschaftslehre alla Universität Konstanz e chiude gli studi con il Grad Diplom-Volkswirt. Qui viene promosso nel 1977 Dr. rer. soc. Nel 1983 viene abilitato alla Universität Zürich.
Dal 1975 al 1976 è ricercatore presso la Yale University e la Princeton University come Research Fellow e Public Choice Center della University of Virginia a Blacksburg. Diventa poi assistente presso l'Institut für Empirische Wirtschaftsforschung dell'Universität Zürich fino al 1981. Diventa dal 1982 professore ospite "Visiting Associate Professor" alla Facoltà di Economia dell'Università di Stoccolma. La stessa posizione la occupa presso la Carnegie Mellon University di Pittsburgh (USA). Diventa Associate Professor all'Università di Aarhus in Danimarca, e nel 1986 diventa Ordinario all' Institut für Volkswirtschaftslehre della Johannes-Kepler-Universität Linz in Austria. Diventa anche mantenedo l'incarico a Linz professore ospite presso La Trobe University di Melbourne, Australia, (1987), all'Università della Saarland (1994) e all'Università di Otago di Dunedin, Nuova Zelanda (2013), Forschungsprofessur alla DIW Berlin. Professore a chiamata alla Universitäten Witten/Herdecke (1985), Erlangen-Nürnberg (1990), Mannheim (1990), Saarland (1995) e Friedrichshafen (2010).

## Pubblicazioni (elenco parziale)

### Monografie
- Friedrich Schneider e Dominik H. Enste, The Shadow Economy: An International Survey, 2ª ed., Cambridge University Press, 2013, DOI:10.1017/cbo9781139542289, ISBN 978-1-107-03484-6.

### Articoli
- (EN) Friedrich Schneider e Dominik H Enste, Shadow Economies: Size, Causes, and Consequences, in Journal of Economic Literature, vol. 38, n. 1, 1º marzo 2000,  pp. 77-114, DOI:10.1257/jel.38.1.77.
- (EN) Arusha Cooray, Ratbek Dzhumashev e Friedrich Schneider, How Does Corruption Affect Public Debt? An Empirical Analysis, in World Development, vol. 90, 1º febbraio 2017,  pp. 115-127, DOI:10.1016/j.worlddev.2016.08.020.

## Titoli
- 1991–1996: Dekan der Sozial- und Wirtschaftswissenschaftlichen Fakultät der Johannes-Kepler-Universität, Linz, Österreich
- 1996–2007: Vizerektor für Außen- und Auslandsbeziehungen der Johannes-Kepler-Universität, Linz, Österreich
- 1997–1999: Präsident der Nationalökonomischen Gesellschaft (Austrian Economic Association)
- 2004–2010: Präsident des VÖWA (Verband Österreichischer Wirtschaftsakademiker)
- 2005–2008: Vorsitzender des Vereins für Socialpolitik
- 2013–2016: Vorsitzender des Academic Advisory Boards der Zeppelin Universität in Friedrichshafen, Deutschland.
- 2010-lauf.:  Beirats-Mitglied des oberösterreichischen Think Tanks ACADEMIA SUPERIOR – Gesellschaft für Zukunftsforschung.

## Onorificenze
- 2003: Verleihung der Ehrendoktorwürde der Katholischen Universität Ricardo Palma Lima, Peru
- 2003: Verleihung der Ehrendoktorwürde der Universität Stuttgart, Deutschland
- 2006: Verleihung der Ehrendoktorwürde der Universität Trujillo, Peru
- 2012: Verleihung der Ehrendoktorwürde der Universität von Mazedonien
- 2012: Verleihung des Silbernen Ehrenzeichens um die Verdienste der Republik Österreich
- 2013: Verleihung des Kardinal-Innitzer-Würdigungspreises für Geisteswissenschaften von Kardinal Schönborn, Erzbischof von Wien